# NGC 4654
NGC 4654 este o intermediate spiral galaxy⁠(d) situată în constelația Fecioara. A fost descoperită în 12 aprilie 1784 de către William Herschel. Se află la o distanță de 14,26 megaparseci de Pământ.